# Dion Cooper
Dion Cuiper (Wassenaar, 29 de novembro de 1993) conhecido artisticamente como Dion Cooper, é um cantor e compositor neerlandês. O estilo de Cooper tem influências de artistas como Toto, Ed Sheeran e Shawn Mendes. A sua estreia como cantor profissional foi em 2020 com o EP «Too Young Too Dumb». Em 2021, actuou como banda de apoio na digressão de Duncan Laurence. Em 2023, Cooper juntou-se a Mia Nicolai para representar os Países Baixos no Festival Eurovisão da Canção de 2023 com a canção «Burning Daylight».

## Biografia

### The Voice of Holland
Dion participou na 6.ª temporada de The Voice of Holland no final de 2015. Durante as provas cegas ele cantou a canção Feeling Good, mas acabou por perder na altura das batalhas para Brace.

### Festival Eurovisão da Canção
A 1 de Novembro de 2022, foi anunciado que Cooper, juntamente com Mia Nicolai, vão representar os Países Baixos no Festival Eurovisão da Canção de 2023. A apresentação deles foi abertamente criticada em Abril de 2023, quando a primeira actuação em direto de «Burning Daylight» não teve um bom desempenho. A explicação foi dada por problemas técnicos. A sua segunda actuação no concerto anual da Eurovisão em Amesterdão também não conseguiu influenciar positivamente os críticos.Após as criticas, a canção foi ajustada para adaptar ao tom de vozes de Mia Nicolai e Dion Cooper. Mas, a canção não se classificou para a final do evento.

## Discografia
| Título             | Lançamento              |
| ------------------ | ----------------------- |
| Much higher        | 21 de Fevereiro de 2020 |
| Jealousy           | 22 de Maio de 2020      |
| Too young too dumb | 26 de Junho de 2020     |
| Simple             | 14 de Agosto de 2020    |
| Bobbie’s song      | 20 de Novembro de 2020  |
| Cold               | 9 de Abril de 2021      |
| Fire               | 4 de Junho de 2021      |
| Know               | 4 de Fevereiro de 2022  |
| Blue jeans         | 29 de Setembro de 2022  |
| Burning daylight   | 1 de Março de 2023      |